# Auerberg (Püchersreuth)
Auerberg ist ein Gemeindeteil von Püchersreuth im Landkreis Neustadt an der Waldnaab des bayerischen Regierungsbezirks Oberpfalz.

## Geographische Lage
Auerberg liegt 2,5 km nördlich von Püchersreuth auf dem Ostufer der Schlattein.
Südlich von Auerberg fließt der Auerbach in Ost-West-Richtung und mündet 900 m südwestlich von Auerberg in die Schlattein.

## Geschichte
Auerberg (auch: Aurperck, Maurperckh, Auerperg, Maurperg) wurde im Lehenbuch von 1396 als Lehen des Wildenawer erwähnt.
Im Salbuch von 1514 wurde Auerberg mit 1 Bauern, 9 Pferden, 9 Kühen, 6 Jungrindern und 5 Schweinen verzeichnet.
1580 hatte Auerberg einen Hof und eine Mühle.
Das Salbuch von 1598 führte Auerberg auf mit 1 Hof, 1 Haus, 1 Stadel, Garten, 1 Mühle.
1621 wurde für Auerberg der Verlust an Vieh mit 1 Kuh, 1 Kalb und 8 Schweinen angegeben.
In der amtlichen Beschreibung von 1652 erschien Auerberg mit 1 Hof, 1 Ehepaar mit 5 Kindern, 4 Ochsen, 1 Kuh, 5 Jungrindern und 2 Schweinen.
Um 1800 hatte die Einöde Auerberg 3 Häuser und 12 Einwohner.
Sie gehörte zum Amt Floß.
Am Anfang des 19. Jahrhunderts gehörte Auerberg zur unmittelbaren Landgemeinde Schlattein.
Als nach der Gemeindeordnung vom 29. April 1869 Ilsenbach eine mittelbare Landgemeinde wurde, kam die Ortschaft Auerberg zur Gemeinde Ilsenbach.
Zur Gemeinde Ilsenbach gehörten ab 1950 die Orte Auerberg, Botzersreuth, Ilsenbach, Kronmühle, Sankt Quirin.
Auerberg wurde mit der Gemeinde Ilsenbach am 1. Januar 1972 in die Gemeinde Püchersreuth eingegliedert.

## Einwohnerentwicklung in Auerberg ab 1817
| Jahr | Einwohner | Gebäude |
| ---- | --------- | ------- |
| 1817 | 17        | 3       |
| 1838 | 6         | 3       |
| 1871 | 15        | 8       |
| 1885 | 19        | 3       |
| 1900 | 17        | 2       |
| 1913 | 9         | 1       |

| Jahr | Einwohner | Gebäude |
| ---- | --------- | ------- |
| 1925 | 11        | 1       |
| 1950 | 6         | 1       |
| 1961 | 4         | 1       |
| 1970 | 3         | k. A.   |
| 1987 | 8         | 1       |
| 2011 | 5         | k. A.   |